# Jonas Stoškus
Jonas Stoškus es un deportista lituano que compitió en judo adaptado. Ganó dos medallas en los Juegos Paralímpicos de Verano, bronce en Atlanta 1996 y bronce en Atenas 2004.

## Palmarés internacional
| Juegos Paralímpicos | Juegos Paralímpicos      | Juegos Paralímpicos | Juegos Paralímpicos |
| Año                 | Lugar                    | Medalla             | Categoría           |
| ------------------- | ------------------------ | ------------------- | ------------------- |
| 1996                | Atlanta (Estados Unidos) | Medalla de bronce   | –78 kg              |
| 2004                | Atenas (Grecia)          | Medalla de bronce   | –90 kg              |